# Чемпионат малых стран Европы по волейболу среди мужчин 2017
Финальный этап 15-го чемпионата малых стран Европы по волейболу среди мужчин прошёл с 12 по 14 мая 2017 года в Рейкьявике (Исландия) с участием 4 национальных сборных команд.
В турнире приняли участие по две лучшие команды из квалификационных групп (Люксембург, Кипр, Исландия, Северная Ирландия). Чемпионский титул в 3-й раз в своей истории и во 2-й раз подряд выиграла сборная Люксембурга.

## Формула розыгрыша
Турнир состоял из двух этапов — квалификационного и финального. Приоритетом при распределении итоговых мест служило общее количество побед, затем набранные очки, соотношение выигранных и проигранных партий, соотношение игровых очков, результат личной встречи. За победы со счётом 3:0 и 3:1 команды получали по 3 очка, за победы 3:2 — по 2, за поражения 2:3 — по одному, за поражения 0:3 и 1:3 очки не начислялись.

## Квалификация
Квалификационный турнир прошёл с 13 по 22 мая 2016 года в Люксембурге и Исландии. Участники — Андорра, Исландия, Кипр, Люксембург, Северная Ирландия, Фарерские острова, Шотландия. Квалификация одновременно служила и 1-м этапом европейского отборочного турнира чемпионата мира 2018. 

### Группа А
13—15 мая 2016. Люксембург (Люксембург).
| М | Команда           | 1   | 2   | 3   | И | В | П | С/П | О |
| - | ----------------- | --- | --- | --- | - | - | - | --- | - |
| 1 | Люксембург        |     | 3:0 | 3:0 | 2 | 2 | 0 | 6:0 | 6 |
| 2 | Северная Ирландия | 0:3 |     | 3:1 | 2 | 1 | 1 | 3:4 | 3 |
| 3 | Фарерские острова | 0:3 | 1:3 |     | 2 | 0 | 2 | 1:6 | 0 |

13 мая: Северная Ирландия — Фарерские острова 3:1 (25:21, 24:26, 29:27, 26:24).
14 мая: Люксембург — Северная Ирландия 3:0 (25:14, 25:13, 25:20).
15 мая: Люксембург — Фарерские острова 3:0 (25:19, 25:13, 25:10).

### Группа В
20—22 мая 2016. Рейкьявик (Исландия).
| М | Команда   | 1   | 2   | 3   | 4   | И | В | П | С/П | О |
| - | --------- | --- | --- | --- | --- | - | - | - | --- | - |
| 1 | Кипр      |     | 3:1 | 3:2 | 3:0 | 3 | 3 | 0 | 9:3 | 8 |
| 2 | Исландия  | 1:3 |     | 3:2 | 3:0 | 3 | 2 | 1 | 7:5 | 5 |
| 3 | Шотландия | 2:3 | 2:3 |     | 3:0 | 3 | 1 | 2 | 7:6 | 5 |
| 4 | Андорра   | 0:3 | 0:3 | 0:3 |     | 3 | 0 | 3 | 0:9 | 0 |

20 мая: Кипр — Андорра 3:0 (25:12, 25:12, 25:13); Исландия — Шотландия 3:2 (25:21, 15:25, 25:18, 23:25, 15:13).
21 мая: Шотландия — Андорра 3:0 (25:17, 25:19, 25:21); Кипр — Исландия 3:1 (25:14, 20:25, 25:16, 25:11).
22 мая: Кипр — Шотландия 3:2 (25:23, 23:25, 22:25, 25:21, 15:13); Исландия — Андорра 3:0 (25:8, 25:18, 25:17).

### Итоги
По итогам квалификации путёвки в финальный турнир получили по две лучшие команды из групп —  Люксембург,  Кипр,  Исландия и  Северная Ирландия.

## Финальный этап
12—14 мая 2017. Рейкьявик (Исландия).
Финальный этап состоял из однокругового турнира, по результатам которого была определена итоговая расстановка мест.
| М | Команда           | 1   | 2   | 3   | 4   | И | В | П | С/П | О |
| - | ----------------- | --- | --- | --- | --- | - | - | - | --- | - |
| 1 | Люксембург        |     | 3:0 | 3:1 | 3:0 | 3 | 3 | 0 | 9:1 | 9 |
| 2 | Кипр              | 0:3 |     | 3:1 | 3:0 | 3 | 2 | 1 | 6:4 | 6 |
| 3 | Исландия          | 1:3 | 1:3 |     | 3:0 | 3 | 1 | 2 | 5:6 | 3 |
| 4 | Северная Ирландия | 0:3 | 0:3 | 0:3 |     | 3 | 0 | 3 | 0:9 | 0 |

20 мая: Кипр — Северная Ирландия 3:0 (25:15, 25:15, 25:13); Люксембург — Исландия 3:1 (25:15, 25:19, 22:25, 25:12).
21 мая: Люксембург — Кипр 3:0 (25:17, 33:31, 25:17); Исландия — Северная Ирландия 3:0 (25:20, 25:18, 25:9).
22 мая: Люксембург — Северная Ирландия 3:0 (25:21, 25:14, 25:14); Кипр — Исландия 3:1 (25:22, 25:16, 25:27, 25:11).

## Итоги

### Положение команд
| Люксембург           |
| Кипр                 |
| Исландия             |
| 4. Северная Ирландия |

### Призёры
Люксембург: Доминик Юси, Оливье де Кастро, Матея Гайин, Камиль Рыхлицки, Арно Маро, Жиль Браас, Ян Люкс, Стив Вебер, Хуан Пабло Штуц, Тим Лавар, Янник Эрпельдинг, Крис Цюйдберг, Макс Функ, Бен Ангельсберг. Главный тренер — Дитер Шолль.
  Кипр: Ахиллеас Петрокидис, Константинос Петру, Антонис Христофи, Димитрис Апостолу, Габриэль Георгиу, Константинос Пафитис, Владимир Кнежевич, Христос Пападопулос, Ангелос Алексиу, Антонис Антониу, Кириакос Адаму, Андреас Хризостому. Главный тренер — Эвангелос Кутулеас.
  Исландия: Андреас Халлдурссон, Кьяртан Гретарссон, Людвик Маттиассон, Кристьян Валдимарссон, Стефан Дорстейнссон, Теодор Торвальдссон, Хафстейнн Валдимарссон, Феликс Гислассон, Роберт Хлодверссон, Мани Маттиассон, Бенедикт Триггвассон, Айварр Биргиссон, Магнус Кристьянссон, Арнар Бьёрнссон. Главный тренер — Роджерио Понтичелли.

### Индивидуальные призы
MVP:  Крис Цюйдберг;
Лучшие нападающие-доигровщики:  Камиль Рыхлицки,  Владимир Кнежевич;
Лучший центральные блокирующие:  Ангелос Алексиу,  Кристьян Валдимарссон;
Лучший диагональный нападающий:  Арно Маро;
Лучший связующий:  Жиль Браас;
Лучший либеро:  Антонис Антониу.